# Öresjö (Fristads socken, Västergötland)
Öresjö är en sjö i Borås kommun i Västergötland och ingår i Viskans huvudavrinningsområde. Sjön är 32 meter djup, har en yta på 6,35 kvadratkilometer och befinner sig 132 meter över havet. Sjön avvattnas av vattendraget Viskan.
Sjön sträcker sig från Borås i söder till Fristad i norr. Det är en långsmal sjö i nordlig riktning, drygt 6 km lång. På sina bredaste ställen i söder och norr är den över 1500 meter bred. Ungefär vid mitten, strax norr om Frufällan, är den som smalast, ungefär 500 meter. Från nordost mynnar Viskan ut i Öresjö strax norr om Sparsör och fortsätter sedan sitt lopp mot Kattegatt längre söderut mellan Almenäs badplats och Sjöbo.
Den båttrafik som gått på Öresjö har främst handlat om att transportera badgäster från Borås till utflyktsmålet Skogsryd vid Öresjös östra strand. Trafik har dock förekommit ända upp till Skalle, en badplats vid Öresjös norra ände. Redan 1880 konstruerade en yngling i Borås en propeller- eller "skruv"-driven ångbåt, vilken gjorde experimentfärder på Öresjö och Viskan. Denna båt kom dock aldrig att gå i någon regelbunden trafik. I slutet av 1800-talet gick hjulångaren Per Gylta i trafik på Öresjö. Vid sekelskiftet 1900 ersattes den av ångbåten Örn, som gick i regelbundna turer fram till 1920-talet. Örn ersattes av den mindre ångslupen Turisten. Från 1930-talet gick motbåten Jazz under sommartid i trafik på Öresjö.
Mest uppseendeväckande fartyget på Öresjö var dock lokomotivångaren Svanen. Den sattes i trafik på Viskan och Öresjön 1891 och hade konstruerats för att gå på järnvägsräls förbi Ålgårds fall. Båten hade hjul undertill och styrde vid fallen upp på land mot ett järnvägsspår, där de delvis i skroven insänkta dubbelflänsade rälshjulen tog över driften. En svaghet i konstruktionen var att propellern inte kunde stängas av under landfärden, utan fortsatte rotera under hela landresan. Svanen blev mycket uppmärksammad i pressen, men redan 1892 satte Borås-Herrljunga järnväg in en ångvagn i trafik mellan Borås och Skogsryd, varvid intresset för resor med Svanen snabbt minskade. År 1895 såldes båten till Danmark.

## Delavrinningsområde
Öresjö ingår i delavrinningsområde (640810-132983) som SMHI kallar för Utloppet av Öresjö. Medelhöjden är 207 meter över havet och ytan är 38,54 kvadratkilometer. Räknas de 14 avrinningsområdena uppströms in blir den ackumulerade arean 439,41 kvadratkilometer. Avrinningsområdets utflöde Viskan mynnar i havet. Avrinningsområdet består mestadels av skog (55 %). Avrinningsområdet har 6,32 kvadratkilometer vattenytor vilket ger det en sjöprocent på 16,4 %. Bebyggelsen i området täcker en yta av 4,94 kvadratkilometer eller 13 % av avrinningsområdet.

## Öar
Amerikaön 57°45′50.5″N 12°57′19″Ö / 57.764028°N 12.95528°Ö är den enda ön i sjön. Den ligger i sjöns södra ände vid stadsdelen Sjöbo. Ön är bara några 10-tals kvadratmeter stor och svämmas nästan helt över när vattenståndet i sjön är högt. Namnet Amerika sägs härstamma från mitten av 1800-talet då några ungdomar efter att ha landstigit på ön känt sig som upptäcktsresanden Columbus, varpå de gav ön dess namn.